# Mugil curvidens
Mugil curvidens är en fiskart som beskrevs av Valenciennes, 1836. Mugil curvidens ingår i släktet Mugil och familjen multfiskar. Inga underarter finns listade i Catalogue of Life.